# Ignacio Serricchio
Ignacio Ariel Serricchio (Buenos Aires, 19 april 1982) is een Argentijns-Amerikaans acteur.

## Biografie
Serricchio werd geboren in Buenos Aires en emigreerde op elfjarige leeftijd met zijn familie naar Mexico. Op achttienjarige leeftijd verhuisde hij naar de Verenigde Staten, waar hij afstudeerde aan de toneelschool van de Universiteit van Syracuse in Syracuse (New York).
Serricchio maakte zijn televisiedebuut in 2004 in de serie General Hospital. Vervolgens speelde hij in series als Ghost Whisperer (2007-2008), The Young and the Restless (2012-2014) en Bones (2014-2016). Zijn filmdebuut maakte hij in 2005 in de film States of Grace van Richard Dutcher.

## Filmografie

### Films
Uitgezonderd korte films.
- 2024 Nuked - als Logan
- 2018 The Mule - als Julio
- 2015 The Wedding Ringer - als Edmundo / Dirty Eddie Sanchez
- 2014 Bad Ass 2: Bad Asses - als Adolfo
- 2011 Seymour Sally Rufus - als Rufus
- 2011 Quarantine 2: Terminal - als Ed
- 2011 The Accidental Death of Joey by Sue - als Saul
- 2008 Keith - als Raff
- 2008 Cold Play - als Rafael
- 2005 States of Grace - als Lozano

### Televisieseries
Uitgezonderd eenmalige gastrollen.
- 2018-2023 Family Guy - als diverse stemmen - 8 afl.
- 2018-2023 American Dad! - als diverse stemmen - 6 afl.
- 2022-2023 Firefly Lane - als Danny Diaz - 16 afl.
- 2022 Tuca & Bertie - als stem - 2 afl.
- 2018-2021 Lost in Space - als Don West - 28 afl.
- 2021 Good Girls - als Nick - 9 afl.
- 2019 Emergence - als Chase Knolls - 3 afl.
- 2018-2019 American Dad! - als Javier (stem) - 4 afl.
- 2018 El Recluso - als Lázaro Mendoza / Dante Pardo - 13 afl.
- 2017-2018 Girlfriends' Guide to Divorce - als Paul Cordero - 6 afl.
- 2014-2017 Bones - as Rodolfo Fuentes - 9 afl.
- 2016 Zoe Ever After - als Miguel Maldonado - 8 afl.
- 2014 Witches of East End - als Tommy - 9 afl.
- 2011-2014 The Bay - als Manny Ramos - 14 afl.
- 2012-2014 The Young and the Restless - als Alex Chavez - 71 afl.
- 2008-2009 Privileged - als Louis - 6 afl.
- 2007-2008 Ghost Whisperer - als Gabriel Lawrence - 6 afl.
- 2004-2008 General Hospital - als Diego Alcazar / Diego Sanchez - 20 afl.

- International Standard Name Identifier: 0000 0000 4652 6199
- Library of Congress Control Number: no2007033672
- Système universitaire de documentation: 241556686
- Virtual International Authority File: 44073079
- WorldCat: E39PBJwMBB9wq6PHMvKxckRdwC